# The Wolfman (2010)

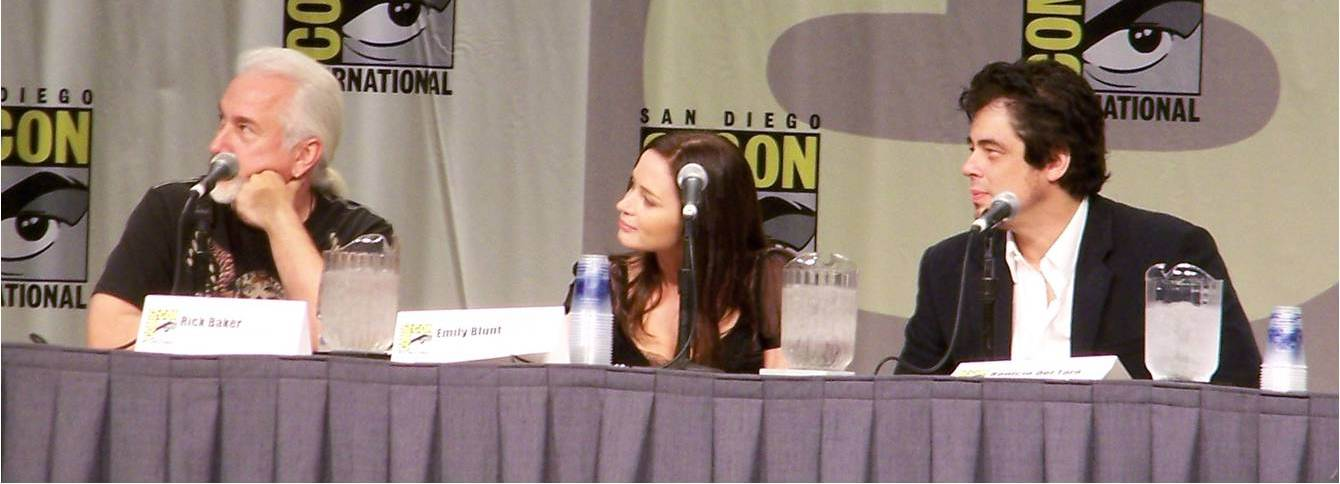
Presentatie van The Wolfman tijdens de 2008 Comic-Con Convention in San Diego. V.l.n.r. Rick Baker, Emily Blunt en Benicio del Toro

The Wolfman is een horrorfilm uit 2010 onder regie van Joe Johnston. De productie is een remake van de gelijknamige film uit 1941. De hoofdrollen worden vertolkt door Benicio Del Toro, Anthony Hopkins, Hugo Weaving en Emily Blunt. De film won in 2011 een Academy Award voor beste make-up.

## Verhaal
Lawrence Talbot keert na een lange tijd terug naar huis. Hij krijgt van z'n vader John te horen dat z'n broer overleden is. Hierdoor is Lawrence de enige erfgenaam die nog overblijft. Hij wordt verliefd op Gwen Conliffe en het lijkt alsof Lawrence het geluk aan z'n zijde heeft. Tot hij op een nacht aangevallen wordt door een wolf. Lawrence overleeft de aanval, maar blijft achter met een gevaarlijke vloek. Want zodra het volle maan is, verandert hij in een weerwolf.

## Rolverdeling
- Benicio Del Toro - Lawrence Talbot
- Anthony Hopkins - Sir John Talbot
- Emily Blunt - Gwen Conliffe
- Hugo Weaving - Inspecteur Aberline
- Geraldine Chaplin - Maleva
- Art Malik - Singh
- Nicholas Day - Kolonel Montford
- Gene Simmons - De stem van de weerwolf

## Productie
In maart 2006 kondigde Universal Pictures aan dat ze een remake van de film The Wolf Man uit 1941 zouden maken. Benicio Del Toro, een grote fan van de originele film en een verzamelaar van Wolf Man-memorabilia, kreeg de hoofdrol. Andrew Kevin Walker schreef het scenario, terwijl Del Toro films als Werewolf of London (1935) en The Curse of the Werewolf (1961) als inspiratiebron gebruikte.
In februari 2007 werd Mark Romanek aan boord gehaald om het project te verfilmen. De film stond op dat moment gepland voor november 2008. In september 2007 werd de première verschoven naar begin 2009. In januari 2008 gaf Romanek het op omwille van "creatieve meningsverschillen", al beweren sommige bronnen dat hij niet tevreden was met het filmbudget. Brett Ratner werd de grootste kanshebber om Romanek op te volgen, maar de filmstudio sprak ook met andere regisseurs als Frank Darabont, Joe Johnston en James Mangold. Op 3 februari 2008 werd de fakkel aan Johnston doorgegeven. Johnston riep de hulp in van David Self om het scenario te herschrijven. De première werd nu verschoven naar 2010.
Van maart tot en met juni 2008 vonden de opnames plaats in het Verenigd Koninkrijk. De opnames gingen voornamelijk door in de Pinewood Studios. De make-up van de protagonist werd verzorgd door Rick Baker, die een make-up artiest werd omdat hij als kleine jongen geïnspireerd werd door films zoals The Wolf Man. Zijn taak om Del Toro tot een weerwolf om te toveren, was niet eenvoudig omdat Del Toro van nature al erg behaard is. Hierdoor is er weinig speelruimte om mee te experimenteren. "De stap van Benicio Del Toro naar een weerwolf is niet groot," aldus Baker. Het nam drie uur in beslag om de make-up aan te brengen en een uur om het terug te verwijderen.

## Trivia
- Benicio Del Toro's eerste rol was die van Pee-wee, een jongen met een gezicht van een hond. Hij speelde deze rol in Big Top Pee-wee (1988).